# Buvlja pijaca
Buvlja pijaca (magyarul: Bolhapiac) a Riblja čorba együttes negyedik stúdióalbuma, mely 1982-ben jelent meg az RTB kiadásában. Katalógusszáma: 2520060.

## Az album dalai

### A oldal
1. Draga, ne budi peder (3:01)
2. U dva će čistači odneti đubre	(3:43)
3. Baby, Baby I Don't Wanna Cry (3:45)
4. Slušaj sine obriši sline (2:49)
5. Kad ti se na glavu sruši čitav svet (4:59)

### B oldal
1. Ja ratujem sam (2:36)
2. Pravila, pravila (6:19)
3. Kako je lepo biti glup (2:18)
4. Neću da živim u bloku 65 (3:55)
5. Dobro jutro (4:37)